# Tricorythopsis acara
Tricorythopsis acara is een haft uit de familie Leptohyphidae. De wetenschappelijke naam van de soort is voor het eerst geldig gepubliceerd in 2011 door Belmont, Salles & Hamada.
De soort komt voor in het Neotropisch gebied.